# Индия на летних Олимпийских играх 1928
Индия принимала участие в Летних Олимпийских играх 1928 года в Амстердаме (Северная Голландия) в четвёртый раз за свою историю, и завоевала первую золотую медаль.

## 01!Золото
- Хоккей на траве, мужчины.

## Результаты соревнований

### Лёгкая атлетика
Спортсменов — 7
| Дисциплина        | Спортсмен      | Предварительный раунд | Предварительный раунд | Четвертьфиналы       | Четвертьфиналы       | Полуфиналы           | Полуфиналы           | Финал                | Финал                |
| Дисциплина        | Спортсмен      | Результат             | Место                 | Результат            | Место                | Результат            | Место                | Результат            | Место                |
| ----------------- | -------------- | --------------------- | --------------------- | -------------------- | -------------------- | -------------------- | -------------------- | -------------------- | -------------------- |
| 100 м             | Р. Бёрнс       |                       | 6                     | Завершил выступление | Завершил выступление | Завершил выступление | Завершил выступление | Завершил выступление | Завершил выступление |
| 200 м             | Р. Бёрнс       |                       | 4                     | Завершил выступление | Завершил выступление | Завершил выступление | Завершил выступление | Завершил выступление | Завершил выступление |
| 200 м             | Джеймс Холл    |                       | 4                     | Завершил выступление | Завершил выступление | Завершил выступление | Завершил выступление | Завершил выступление | Завершил выступление |
| 400 м             | Джеймс Холл    |                       | 2 Q                   |                      | 5                    | Завершил выступление | Завершил выступление | Завершил выступление | Завершил выступление |
| 800 м             | Дж. Мёрфи      |                       | 7                     |                      |                      | Завершил выступление | Завершил выступление | Завершил выступление | Завершил выступление |
| 5000 м            | Гурбачан Сингх |                       |                       |                      |                      | DNF                  | —                    | Завершил выступление | Завершил выступление |
| 10 000 м          | Чаван Сингх    |                       |                       |                      |                      |                      |                      | DNF                  | —                    |
| 110 м с барьерами | С. Абдул Хамид |                       | 4                     |                      |                      | Завершил выступление | Завершил выступление | Завершил выступление | Завершил выступление |
| 400 м с барьерами | С. Абдул Хамид |                       | 6                     |                      |                      | Завершил выступление | Завершил выступление | Завершил выступление | Завершил выступление |
| прыжки в длину    | Далип Сингх    | 6,45                  | 37                    |                      |                      |                      |                      | Завершил выступление | Завершил выступление |

### Хоккей на траве
Спортсменов — 15
- вратарь Ричард Аллен
- нападающий Майкл Гатли
- ? Кхер Сингх Гилл
- полузащитник Уильям Гудсир-Каллен
- нападающий Джордж Мартинс
- полузащитник Рекс Норрис
- полузащитник Брум Пинниджер
- защитник Майкл Рок
- нападающий Фредерик Симен

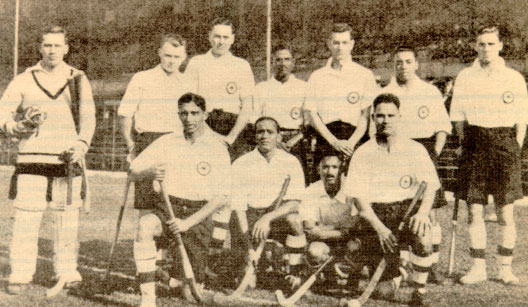
Сборная Индии после первого матча турнира со сборной Австрии

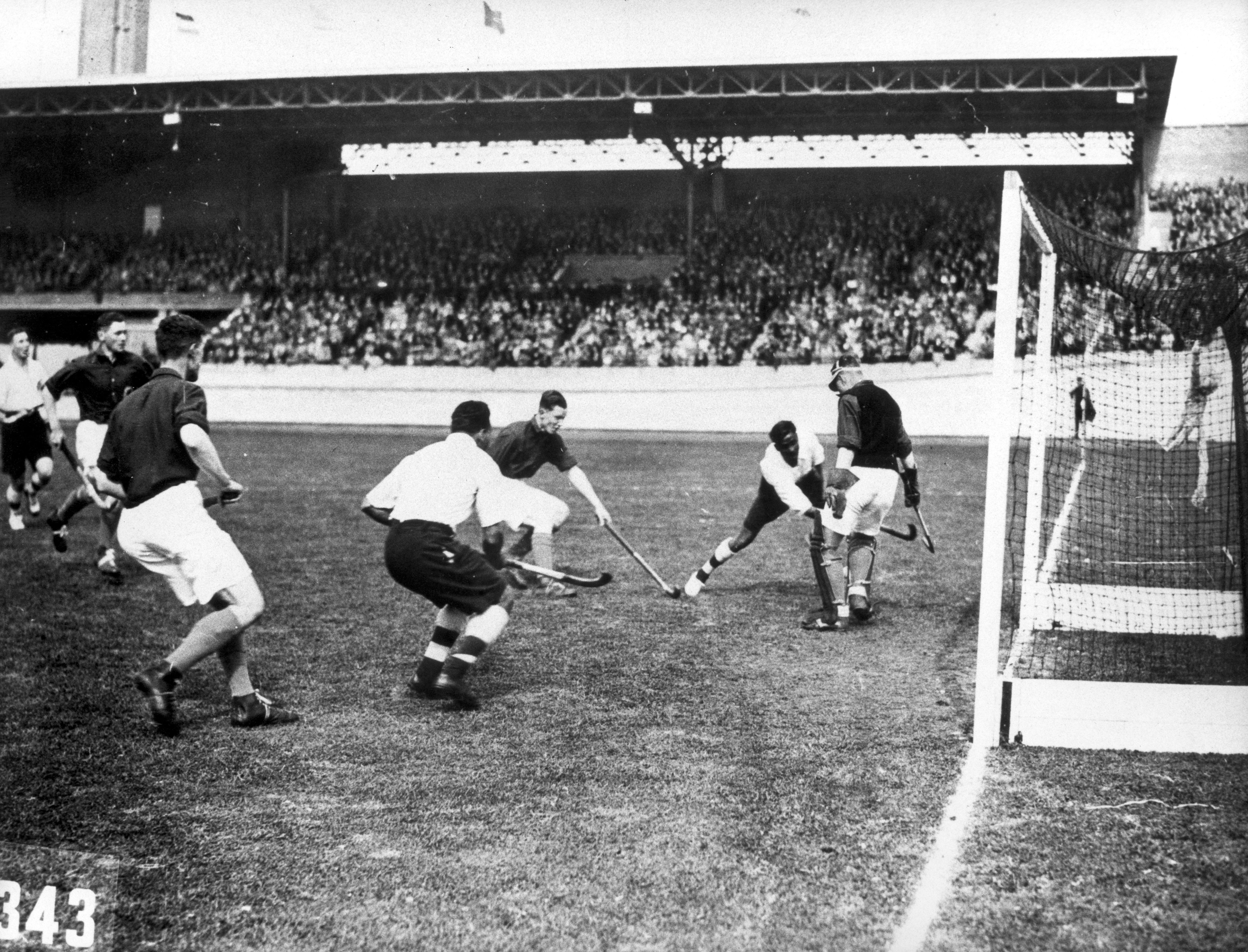
Финальный матч Олимпиады, опасный момент у ворот сборной Нидерландов

- защитник Джайпал Сингх Мунда
- защитник Лесли Хаммонд
- нападающий Фероз Хан
- нападающий Дхиан Чанд
- нападающий Али Шаукат
- нападающий Саед Юсуф

Группа A
| Место | Команда   | И | В | Н | П | ГЗ | ГП | +/- | Очки |
| ----- | --------- | - | - | - | - | -- | -- | --- | ---- |
| 1     | Индия     | 4 | 4 | 0 | 0 | 26 | 0  | +26 | 8    |
| 2     | Бельгия   | 4 | 3 | 0 | 1 | 8  | 9  | -1  | 6    |
| 3     | Дания     | 4 | 2 | 0 | 2 | 5  | 8  | -3  | 4    |
| 4     | Швейцария | 4 | 1 | 0 | 3 | 2  | 11 | −9  | 2    |
| 5     | Австрия   | 4 | 0 | 0 | 4 | 1  | 14 | −13 | 0    |

| Индия                                    | 6:0 Протокол | Австрия |
| Дхиан Чанд · Джордж Мартинс · Али Шаукат | Голы         |         |

|                                                                                             | Составы |                                                                                             |                                                                                             |
| Аллен, Рок, Хаммонд, Норрис, Пинниджер, Гудсэр-Каллен, Гейтли, Шаукат, Чанд, Мартинс, Симен |         | Эрдёг, Реви, Маху, Штрицко, Герцль, Галадик, Лихтнеккерт, Массарек, Носсиг, Вильдам, Винтер | Эрдёг, Реви, Маху, Штрицко, Герцль, Галадик, Лихтнеккерт, Массарек, Носсиг, Вильдам, Винтер |

| Индия                                                    | 9:0 Протокол | Бельгия |
| Фредерик Симен · Джордж Мартинс · Фероз Хан · Дхиан Чанд | Голы         |         |

|                                                                                   | Составы | | |
| Аллен, Рок, Дж. Сингх, Норрис, Пинниджер, Юсуф, Шаукат, Хан, Чанд, Мартинс, Симен |         | Конинг, ван дер Стратен, Велленс, Адело, К. Боду, Каттуар, Селдрайерс, Годитьябуа, Дельхейд, Дирксенс, Грожан | Конинг, ван дер Стратен, Велленс, Адело, К. Боду, Каттуар, Селдрайерс, Годитьябуа, Дельхейд, Дирксенс, Грожан |

| Индия                                        | 5:0 Протокол | Дания |
| Джордж Мартинс · Дхиан Чанд · Фредерик Симен | Голы         |       |

|                                                                                   | Составы |                                                                                              |                                                                                              |
| Аллен, Рок, Дж. Сингх, Норрис, Пинниджер, Юсуф, Шаукат, Хан, Чанд, Мартинс, Симен |         | Дальман, Маллинг, Коэфоэд, О. Хустед, Хольст, Монберг, Хейльбут, Буш, Э. Хустед, Блах, Прахм | Дальман, Маллинг, Коэфоэд, О. Хустед, Хольст, Монберг, Хейльбут, Буш, Э. Хустед, Блах, Прахм |

| Индия                                                           | 6:0 Протокол | Швейцария |
| Джордж Мартинс 6' · Дхиан Чанд 26', 53', 55', 65' · Майкл Гатли | Голы         |           |

|                                                                                           | Составы |                                                                                       |                                                                                       |
| Аллен, Хаммонд, Рок, Гудсэр-Каллен, Пинниджер, Норрис, Юсуф, Гейтли, Чанд, Мартинс, Симен |         | Маньен, Ф. Фишер, Кох, Пьо, Понсе, Р. Роде, Лухзингер, Оберсон, Фер, Оливье, Ж. Лубер | Маньен, Ф. Фишер, Кох, Пьо, Понсе, Р. Роде, Лухзингер, Оберсон, Фер, Оливье, Ж. Лубер |

Финал
| Индия          | 3:0 (1:0, 2:0) Протокол | Нидерланды |
| Дхиан Чанд 15' | Голы                    |            |

|                                                                                           | Составы | | |
| Аллен, Рок, Хаммонд, Норрис, Пинниджер, Юсуф, Гейтли, Мартинс, Чанд, Симен, Гудсэр-Каллен |         | Катте, Адриан, Треслинг, де Валь, Бранд, Дюсон, Анкерман, ’т Хоофт, ван дер Вен, ван де Роварт, Яннинк, Коп | Катте, Адриан, Треслинг, де Валь, Бранд, Дюсон, Анкерман, ’т Хоофт, ван дер Вен, ван де Роварт, Яннинк, Коп |